# Tordoia

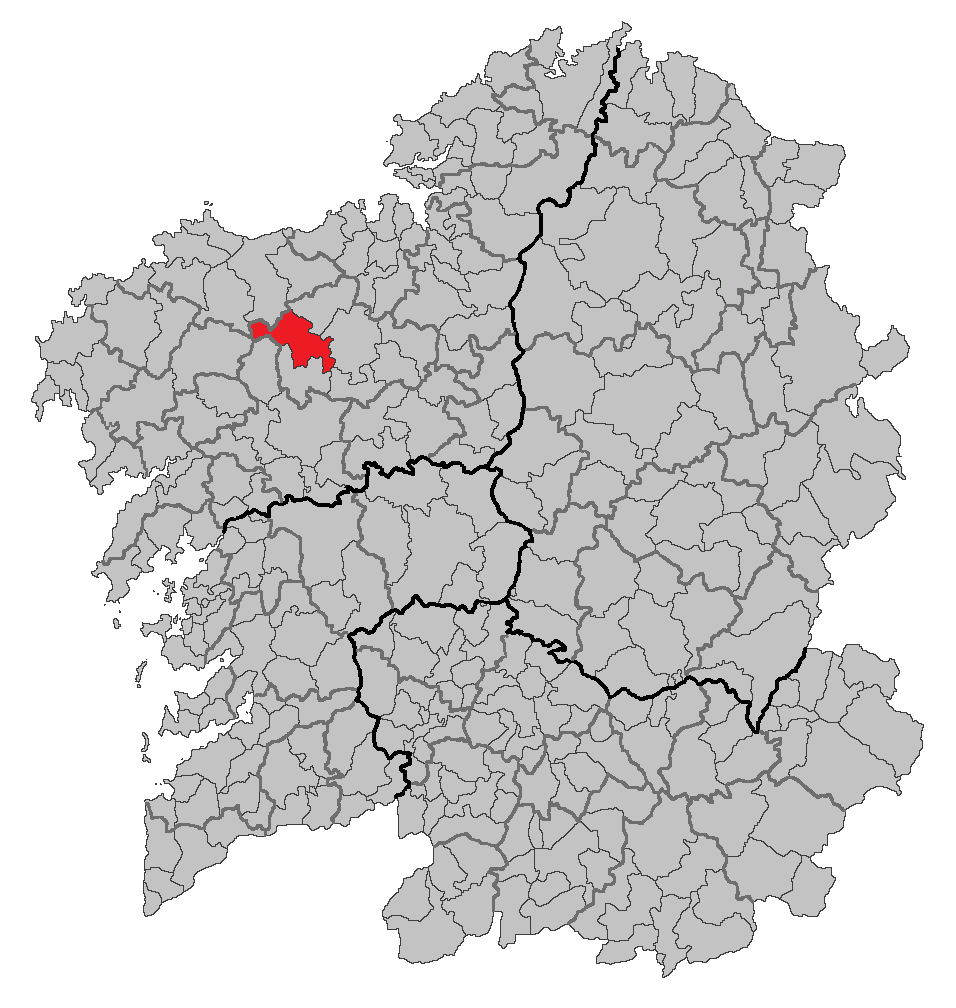
Vị trí của Tordoia in Galicia.

Tordoia là một đô thị của Tây Ban Nha ở tỉnh A Coruña trong cộng đồng tự trị của Galicia. Dân số 4847 (Spanish 2001 Census) và diện tích là 125 km².